# Handball-Oberliga Rheinland-Pfalz/Saar 2006/07
Die Handball-Oberliga Rheinland-Pfalz/Saar 2006/07 wurde unter dem Dach der Handball-Landesverbände Rheinhessen (HVR), Rheinland (HVRL), Pfalz (PfHV) und Saar (HVS) organisiert. Sie ist die höchste Spielklasse des Verbundes und war unterhalb der Regionalliga als vierthöchste Spielklasse im deutschen Ligensystem eingestuft.

## Saisonverlauf
Die Handball-Oberliga Rheinland-Pfalz/Saar 2006/07 war die fünfte Ausspielung dieser Handballliga. Durch den Beitritt des Handballverbandes Rheinland (HVRL) wurde der Verbund komplettiert und die Oberliga-RPS um vier Mannschaften aus der OL-Rheinland ergänzt.

## Modus
Durch die Eingliederung von Teams der Oberliga Rheinland wurde die Liga auf achtzehn Mannschaften aufgestockt. Es wurde in zwei Gruppen eine Hin- und Rückrunde gespielt. Die Plätze eins bis sechs jeder Gruppe spielten um die Meisterschaft und den Aufstieg in die Regionalliga Süd, die Plätze fünf bis neun je Gruppe in einer Abstiegsrunde die fünf Absteiger aus. In der Folgesaison wurde die Meisterschaft der Oberliga RPS wieder eingleisig ausgetragen.

## Teilnehmer
Nicht mehr dabei waren die Auf- und Absteiger der Vorsaison. Neu hinzukamen die Absteiger (A) aus der Regionalliga Süd und die Aufsteiger (N) aus den Verbandsligen. Zudem waren noch die HSG Biewer/Pfalzel, TV Bad Ems, SV Urmitz und der TuS Fortuna Saarburg aus der OL-Rheinland mit dabei.

## Abschlussplatzierungen
Nach Hin-, Rück-, Aufstiegs- und Abstiegsrunden.
  1. DJK SF Budenheim
- 2. MSG HF Untere Saar
- 3. SGH Sankt Ingbert
- 4. SG Saulheim
- 5. MSG HF Illtal (A)
- 6. SV 64 Zweibrücken
- 7. TV Bad Ems (N)
- 8. HSG Biewer/Pfalzel (N)
- 9. TSG Friesenheim II
- 10 VTV Mundenheim
- 11 TBS Saarbrücken (A)
- 12 TuS Fortuna Saarburg (N)
- 13 SV Urmitz (N)

 14 TuS 04 Dansenberg

 15 MSG Oggersheim/Ludwigshafen (N)

 16 TV 1848 Bodenheim (N) 

 17 HSG Völklingen

 18 HSG DJK Nordsaar (N)

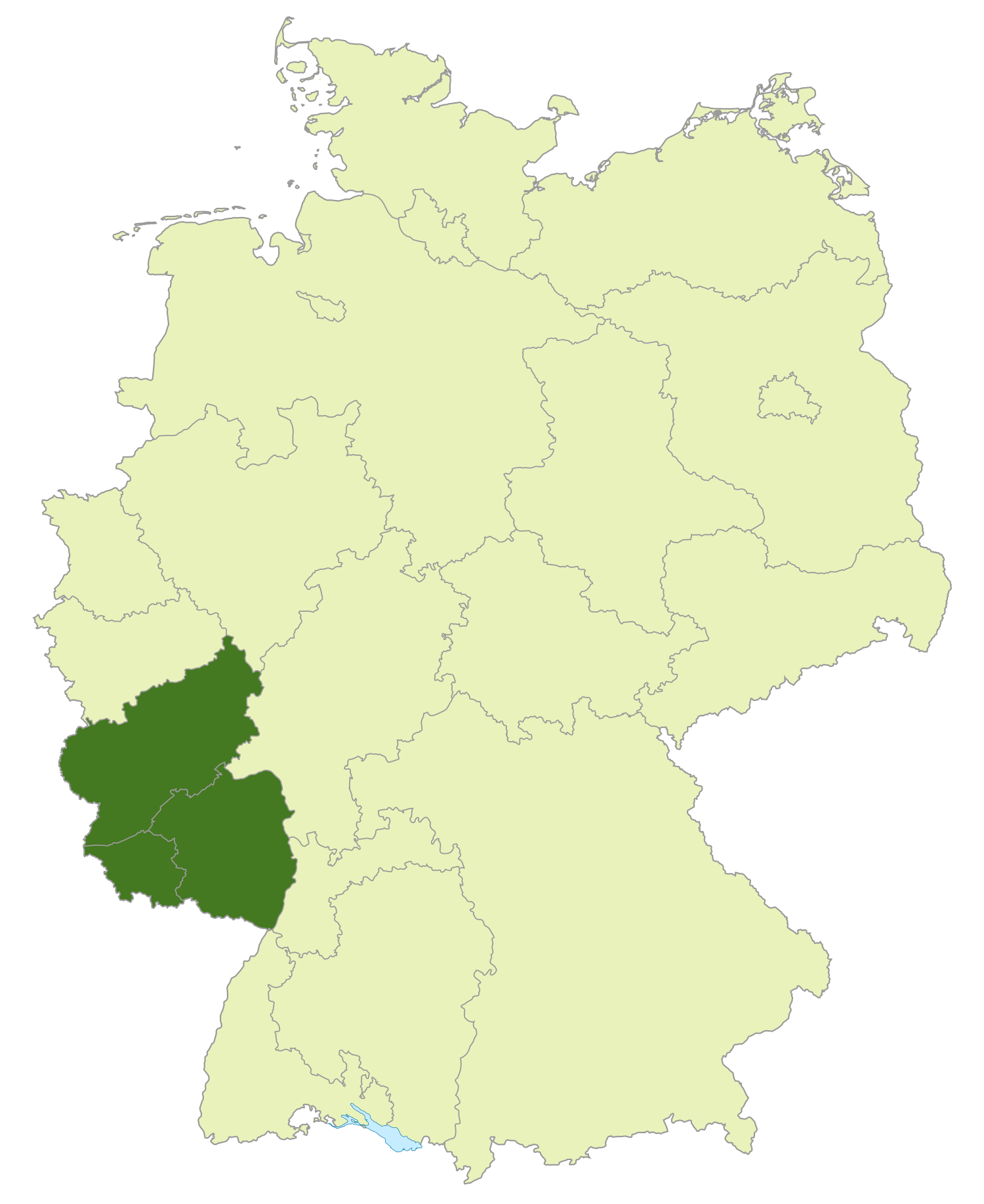
Bereich der Handball-Oberliga
Rheinland-Pfalz / Saarland

(A) = Absteiger aus der Regionalliga Süd (N) = neu in der Liga (R) = Rückzug
 Meister und Aufsteiger zur Regionalliga Süd 2007/08
- Für die Oberliga RPS 2007/08 qualifiziert

 Absteiger in die Ligen der Landesverbände.